# 보아즈 마우다
보아즈 마우다(1988년 4월 23일 ~ , 히브리어: בועז מעודה)는 이스라엘의 가수이다. 엘야킴에서 태어났으며, 예멘계 유대인 집안 출신이다. 유로비전 송 콘테스트 2008에서 이스라엘 대표로 참가했다.